# گاه‌شماری تهاجم ژاپن به کره (۱۵۹۸–۱۵۹۲)
گاه‌شماری تهاجم ژاپن به کره (انگلیسی: Timeline of the Japanese invasions of Korea)

## گاه‌شماری

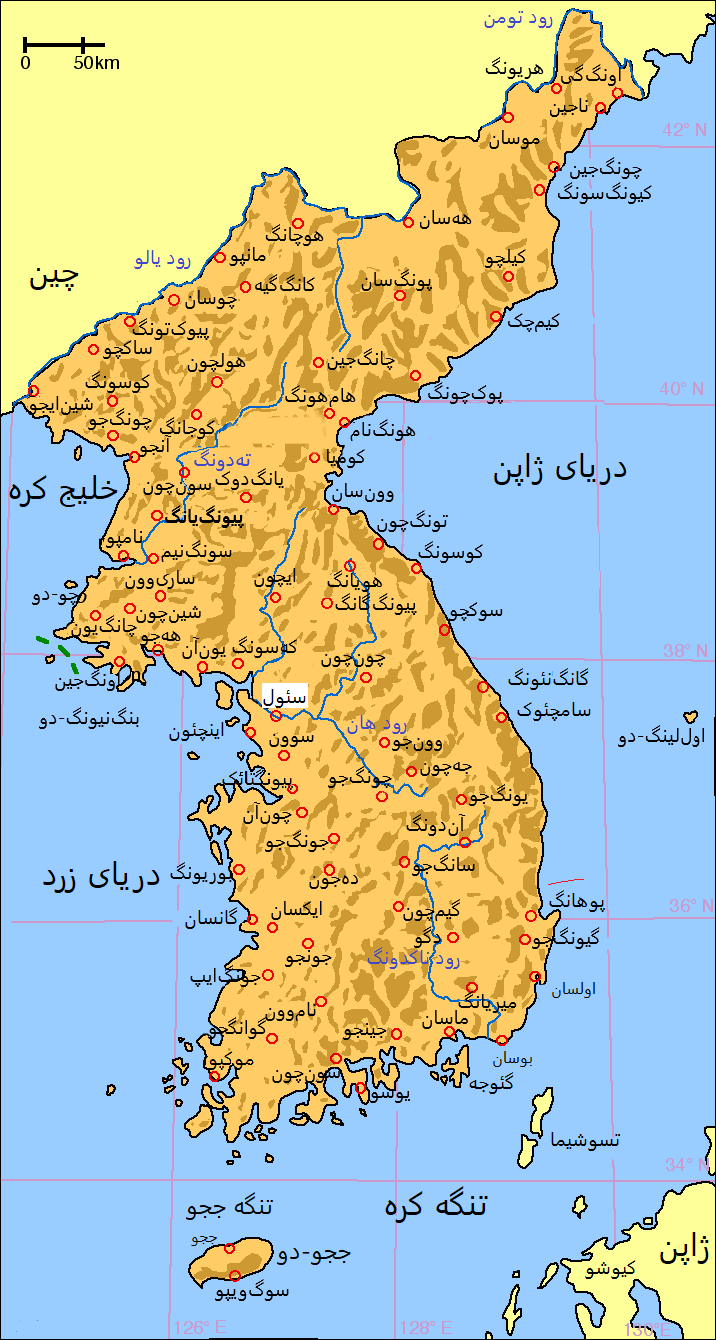
نقشه کره

نبردهای یی سون شین در سال ۱۵۹۲

قبل از جنگ
| سال  | تاریخ  | رویداد |
| ---- | ------ | --- |
| ۱۵۸۳ |        | دریاسالار کره‌ای یی سون شین قوایی از مردم جورجی (مردم چینی) را در نزدیکی رود تومن شکست داد                                                                                     |
| ۱۵۸۷ |        | یی سون شین بر اثر حسادت و رقابت همکاران در ارتش کره، به درجه یک سرباز ساده تنزل یافت.                                                                                         |
| ۱۵۸۸ |        | تویوتومی هیده‌یوشی سفرایی را به دربار چوسان فرستاد و از آنان درخواست کرد تا به ژاپن برای حمله به دودمان مینگ (چین) کمک کنند.                                                   |
| ۱۵۸۹ |        | تویوتومی هیده‌یوشی به شو نی (۱۵۸۷–۱۶۲۰) از پادشاهی ریوکیو دستور داد تا تجارت را با دودمان مینگ به حالت تعلیق درآورد. اما او قبول نکرده و موضوع را با سفرای مینگ در میان گذاشت. |
| ۱۵۹۰ | ۴ اوت  | محاصره اوداوارا (۱۵۹۰): خاندان هوجوی اخیر شکست خورد و بیشتر دایمیوهای شمالی بدون نبرد تسلیم شدند. جنگ‌های وحدت در ژاپن به پایان رسید.                                          |
|      | اوت    | فرستادگان چوسان به ژاپن رسیدند. |
| ۱۵۹۱ | مارس   | فرستادگان به پادشاهی چوسان (کره) برگشته و تقاضای کمک ژاپن برای حمله به مینگ را رد کردند.                                                                                      |
|      | ۸ مارس | یی سون شین بعد از توصیه ریو سونگ-ریونگ به سمت فرمانده نیروی دریایی چپ استان جولا منصوب شد.                                                                                    |
|      |        | امپراتور وان‌لی (سیزدهمین امپراتور دودمان مینگ) دستور تقویت استحکامات دفاعی ساحلی را داد.                                                                                      |
|      |        | چوسان به دودمان مینگ تقاضایی در مورد کمک فرستاد. |
| ۱۵۹۲ | آوریل  | ارتش ژاپن در قلعه ناگویا دور هم جمع شدند. |

سال ۱۵۹۲:
| تاریخ      | رویداد |
| ---------- | --- |
| ۱۵۹۲ ۲۳ مه | گردان اول ژاپنی‌ها به رهبری کونیشی یوکیناگا و سو یوشیتوشی به بوسان رسیدند.                                                                                             |
| ۲۴ مه      | محاصره بوسان: گردان اول ژاپنی‌ها بوسان را تصرف کردند. |
|            | نبرد دادائجین: گردان اول ژاپنی‌ها یک قلعه ساحلی همجوار را اشغال کردند.                                                                                                 |
| ۲۵ مه      | محاصره دونگ نه: گردان اول ژاپنی‌ها دونگ‌نه را تصرف نمودند. |
|            | گردان دوم ژاپن به رهبری کاتو کیوماسا به بوسان رسیده و شهرهای اولسان، گیونگجو، یونگچئون و گومی را اشغال نمودند.                                                        |
| ۲۹ مه      | گردان سوم ژاپن به هدایت کورودا ناگاماسا به غرب بوسان رسیده و گیم‌هه را قبل از پیشروی به شمال تصرف کردند.                                                               |
| ۳ ژوئن     | نبرد سونگ‌جو: گردان اول ژاپن سونگ‌جو را تحت کنترل خود گرفتند. |
| ۵ ژوئن     | گردان‌های اول و دوم ژاپن در مونگیئونگ به هم دیگر رسیدند. |
| ۶ ژوئن     | نبرد چونگجو: گردان اول ژاپن چونگجو (شهری در کره جنوبی، استان چونگچانگ شمالی، جنوب رود هان (کره) امروزی) را تصرف کردند.                                                |
| ۹ ژوئن     | خانواده سلطنتی چوسان هانسونگ (سئول) را ترک کرده و شهر به هرج و مرج افتاد.                                                                                             |
| ۱۱ ژوئن    | گردان دوم کاتو کیوماسا از رود هان عبور کرده به طرف شمال حرکت کرد. |
| ۱۲ ژوئن    | هانسونگ (سئول) به دست گردان اول ژاپن افتاد و گردان دوم نیز چند ساعت بعد رسید.                                                                                         |
| ۱۳ ژوئن    | ناوگان یی سون شین شامل ۳۹ کشتی جنگی یوسو را ترک گفتند. |
| ۱۶ ژوئن    | سومین گردان کورودا ناگاماسا و هشتمین گردان اوکیتا هیده‌ایه به هانسونگ (سئول) رسیدند در حالیکه پنج گردان دیگر در بوسان پیاده شدند.                                      |
|            | خانواده سلطنتی چوسان به پیونگ یانگ رسیدند. |
| ۱۷ ژوئن    | نبرد اوکپو: یی سون شین و وون کیون ناوگانی شامل پنجاه کشتی ترابری ژاپنی را شکست دادند ولی بعد از دریافت اخباری مبنی بر سقوط هانسونگ (سئول) جدا شده و به خانه بازگشتند. |
| ۷ ژوئیه    | نبرد رود ایمجین (۱۵۹۲): مدافعان کره ای شکست خورده و سه گردان پیشتاز ژاپنی از رود ایمجین گذر کرده و که‌سونگ را تصرف کردند.                                              |
| ۸ ژوئیه    | نبرد ساچئون (۱۵۹۸): یی سون شین بیشتر از ۱۲ کشتی جنگی بزرگ ژاپنی را در ساچئون نابود کرد.                                                                               |
| ۹ ژوئیه    | نبرد دانگپو: یی سون شین ناوگانی متشکل از ۲۱ کشتی جنگی ژاپنی را شکست داد.                                                                                              |
| ۱۶ ژوئیه   | کونیشی یوکیناگا به رود ته‌دونگ رسیده و کورودا ناگاماسا چند روز بعد به او ملحق شد.                                                                                      |
| ۱۸ ژوئیه   | ناوگان کره منحل شده و هر فرمانده برای تجدید قوا به بندر مطبوع خود بازگشت.                                                                                             |
| ۲۳ ژوئیه   | کاتو کیوماسا دو شاهزاده کره‌ای را به اسارت گرفت. |
| ۲۴ ژوئیه   | محاصره پیونگ یانگ (۱۵۹۲): گردان‌های اول و سوم ژاپن پیونگ یانگ را تصرف کردند.                                                                                           |
| ۸ اوت      | دودمان مینگ تصمیم گرفت تا سربازانی را به چوسان بفرستد. |
| ۱۴ اوت     | نبرد جزیره هانسان: یی سون شین، یی اوک گی، و وون کیون ناوگانی از ژاپن را مغلوب کردند.                                                                                  |
| ۲۳ اوت     | نبرد پیونگ یانگ (۱۵۹۲): دودمان مینگ به پیونگ یانگ حمله کرد ولی شکست خوردند.                                                                                           |
| ۱۲ سپتامبر | کونیشی یوکیناگا برای بحث در مورد طرح‌های دفاعی آینده با اوکیتا هیده‌ایه به سمت هانسونگ (سئول) رفت.                                                                      |
|            | یک قرارداد صلح موقت ۵۰ روزه توسط شن ویجینگ (نماینده دودمان مینگ) در پیونگ یانگ امضا شد.                                                                               |
| ۵ اکتبر    | نبرد بوسان (۱۵۹۲): ناوگان یی سون شین ناوگان ژاپن را بمباران کرده و قبل از عقب‌نشینی ۱۳۰ کشتی دشمن را نابود کردند.                                                      |
| ۶ اکتبر    | امپراتور امپراتور وان‌لی فرمانی به سئونجو از چوسان فرستاد و حمایت خود را از بیرون راندن ژاپنی‌ها ابراز کرد.                                                             |
|            | ناوگان یی سون شین منحل شده و او به منظور تجدید قوا به خانه بازگشت. |
| اکتبر      | نبرد هامگیونگ: دومین گردان کاتو کیوماسا هامگیونگ را تصرف کردند. |
| ۱۳ نوامبر  | محاصره جینگجو (۱۵۹۲): گردان هفتم ژاپن در تصرف جینگجو ناکام ماندند. |
| ۲۳ دسامبر  | شن ویجینگ به پیونگ یانگ بازگشته و به ژاپنی‌ها گفت که تا زمانی که آنها به بوسان عقب‌نشینی نکنند، مذاکرات بیشتری در کار نخواهد بود.                                       |
| ۲۰ دسامبر  | کونیشی یوکیناگا به شن ویجینگ گفت که اگر دودمان مینگ به آنها حقوق بنادر ساحلی چین را بدهد، از پیونگ یانگ خارج خواهند شد.                                               |

سال ۱۵۹۳:
| تاریخ        | رویداد |
| ------------ | --- |
| ۱۵۹۳ ۶ فوریه | محاصره پیونگ یانگ (۱۵۹۳): ارتش متفق مینگ – چوسان، شهر پیونگ یانگ را محاصره کرد.                                 |
|              | ۸ فوریه محاصره پیونگ یانگ (۱۵۹۳): اولین گردان کونیشی یوکیناگا از پیونگ یانگ عقب‌نشینی کرد، محاصره به پایان رسید. |
| ۲۷ فوریه     | نبرد بیوکجه‌گوان: پیشروی ارتش مینگ به سمت هانسونگ (سئول) دفع شد.                                                 |
| ۱۸ مه        | ژاپنی‌ها هانسونگ (سئول) را رها کردند.                                                                            |
| ۱۹ مه        | ارتش مینگ هانسونگ (سئول) را پس گرفت.                                                                            |
| ۲۲ ژوئن      | نمایندگان مینگ در ناگویا با کونیشی یوکیناگا مذاکره کردند.                                                       |
| ژوئن         | ژاپنی‌ها به هفده قلعه در ساحل جنوبی کره عقب‌نشینی کردند.                                                          |
| ۲۷ اوت       | محاصره جینگجو (۱۵۹۳): ژاپنی‌ها در جینگجو قتل‌عام به راه انداختند.                                                 |
| ۱ سپتامبر    | هیده‌یوشی تویوتومی دستور خروج چهل هزار سرباز از کره را صادر کرد.                                                 |
| ۱۶ سپتامبر   | بیشتر ارتش مینگ از کره خارج شده و یک نیروی پادگانی شانزده هزار نفری را به جای گذاشتند.                          |
| ۲۴ اکتبر     | پادشاه سئونجو از چوسان به هانسونگ (سئول) بازگشت.                                                                |

سال ۱۵۹۴
| تاریخ      | رویداد                                     |
| ---------- | ------------------------------------------ |
| ۱۵۹۴ آوریل | یی سون شین ۳۹ کشتی ژاپنی را نابود کرد.     |
|            | دسامبر تمام سربازان مینگ از کره خارج شدند. |

سال ۱۵۹۶
| تاریخ         | رویداد |
| ------------- | --- |
| ۱۵۹۶ ۲۲ اکتبر | مذاکرات با شکست روبرو شد زیرا هیده‌یوشی تویوتومی متوجه شد که سفرای مینگ و چوسان برای تواضع در برابر بزرگی تمدن ژاپن حضور نیافتند. |

سال ۱۵۹۷:
| تاریخ       | رویداد                                                                              |
| ----------- | ----------------------------------------------------------------------------------- |
| ۱۵۹۷ ۱ مارس | کاتو کیوماسا با ده هزار نفر در جوکدو پیاده شد.                                      |
| ۲ مارس      | کونیشی یوکیناگا با هفت هزار سرباز به بوسان رسید.                                    |
| ۱۲ آوریل    | یی سون شین دستگیر شده و وون کیون جای او را گرفت.                                    |
| ۱۶ مه       | یی سون شین از زندان آزاد شد.                                                        |
| ۲۰ اوت      | نبرد چیل چول لیانگ: ناوگان کره در نزدیکی بوسان دفع شد.                              |
| ۲۸ اوت      | نبرد چیل چول لیانگ: تقریباً همه ناوگان کره نابود شد، وون کیون و یی اوک گی کشته شدند. |
| اوت         | مجموع نیروهای ژاپنی در کره به ۱۴۱۹۰۰ تن رسید.                                       |
| ۱۱ سپتامبر  | اوکیتا هیده‌ایه با قوای ۴۹۶۰۰ نفری از بوسان به سمت غرب پیش‌روی کرد.                   |
| ۱۳ سپتامبر  | یی سون شین مجدداً به سمت خود گماشته شد.                                              |
| ۲۳ سپتامبر  | محاصره ناموون: ارتش پنجاه هزار نفری ژاپن ناموون را محاصره کردند.                    |
| ۲۶ سپتامبر  | محاصره ناموون: ژاپنی‌ها ناموون را اشغال کردند.                                       |
|             | ژاپنی‌ها هوانگ‌سوکسان را تصرف نمودند.                                                 |
| ۱۶ اکتبر    | نبرد جیکسان: پیشروی ژاپنی‌های به سمت شمال رصد شد.                                    |
| ۲۶ اکتبر    | نبرد میونگ نیانگ: ناوگان ژاپن توسط دریاسالار یی سون شین نابود شد.                   |

سال ۱۵۹۸:
| تاریخ          | رویداد |
| -------------- | --- |
| ۱۵۹۸ ۲۶ ژانویه | یانگ هائو، ما گوی، و کوان یول ارتشی پنجاه هزار نفری را تشکیل دادند.                                              |
| ۲۹ ژانویه      | نخستین محاصره اولسان: نیروی‌های متفق اولسان را محاصره نمودند.                                                     |
| ۱۹ فوریه       | نخستین محاصره اولسان: نیروهای متفق در تصرف اولسان ناکام مانده و عقب‌نشینی کردند. آنها محتمل خسارت‌های سنگینی شدند. |
| ۲۶ ژوئن        | تویوتومی هیده‌یوشی دستور خروج نیمی از سربازان خود را از کره صادر کرد.                                             |
| ۱۸ سپتامبر     | هیده‌یوشی تویوتومی به علت بیماری درگذشت.                                                                          |
| ۱۹ اکتبر       | محاصره سانچئونگ: نیروهای متفق سانچئونگ را محاصره کردند.                                                          |
| اکتبر          | دومین محاصره اولسان: نیروهای متفق اولسان را تحت محاصره قرار دادند.                                               |
| ۲ نوامبر       | دومین محاصره اولسان: نیروی متفق از اولسان عقب‌نشینی کردند.                                                        |
|                | محاصره سانچئونگ: نیروهای متفق از سانچئونگ عقب‌نشینی کردند.                                                        |
| ۶ نوامبر       | نبرد ساچئون (۱۵۹۸): نیروهای متفق ساچئون را محاصره نمودند.                                                        |
| ۱۱ نوامبر      | نبرد ساچئون (۱۵۹۸): نیروهای متفق مجبور شدند تا از ساچئون عقب‌نشینی کنند.                                          |
| ۱۶ دسامبر      | نبرد نوریانگ: ناوگان ژاپن از دریاسالار یی سون شین شکست خورد.                                                     |
| ۲۴ دسامبر      | آخرین کشتی‌های ژاپن کره را ترک کردند.                                                                             |